# Sorpresi dall'amore
Sorpresi dall'amore (Surprised by Love) è un film televisivo diretto da Robert Iscove, con protagonisti Hilarie Burton e Paul Campbell.

## Trama
Josie è una giovane donna in carriera che porta avanti l'attività di famiglia, un'azienda che fabbrica pentole. Josie è fidanzata felicemente con Richard, un ragazzo bello e di successo, e crede che sia l’uomo perfetto per lei con il quale costruire una famiglia, ma i suoi genitori non credono affatto che sia l’uomo giusto per lei. Un giorno Josie incontra Gridley, un suo vecchio fidanzato del liceo, e Richard organizza un piano per far cambiare l'opinione che i suoi suoceri hanno di lui.